# Perry (Iowa)
Perry és una població dels Estats Units a l'estat d'Iowa. Segons el cens del 2000 tenia 7.633 habitants.

## Demografia
Segons el cens del 2000, Perry tenia 7.633 habitants, 2.831 habitatges, i 1.942 famílies. La densitat de població era de 796,5 habitants/km².
Dels 2.831 habitatges en un 34,5% hi vivien nens de menys de 18 anys, en un 52,1% hi vivien parelles casades, en un 10,9% dones solteres, i en un 31,4% no eren unitats familiars. En el 26,3% dels habitatges hi vivien persones soles el 14% de les quals corresponia a persones de 65 anys o més que vivien soles. El nombre mitjà de persones vivint en cada habitatge era de 2,64 i el nombre mitjà de persones que vivien en cada família era de 3,13.
Per edats la població es repartia de la següent manera: un 27,3% tenia menys de 18 anys, un 8,9% entre 18 i 24, un 29,5% entre 25 i 44, un 18,2% de 45 a 60 i un 16% 65 anys o més.
L'edat mediana era de 35 anys. Per cada 100 dones de 18 o més anys hi havia 95 homes.
La renda mediana per habitatge era de 35.429 $ i la renda mediana per família de 41.771 $. Els homes tenien una renda mediana de 27.610 $ mentre que les dones 21.839 $. La renda per capita de la població era de 15.935 $. Entorn del 8,9% de les famílies i el 12,2% de la població estaven per davall del llindar de pobresa.

## Poblacions més properes
El següent diagrama mostra les poblacions més properes.